# Clasificación mundial de universidades según el HEEACT
La clasificación mundial de universidades según el HEEACT o NTU Ranking, basada en el rendimiento de sus trabajos científicos, es realizada por el Consejo de Evaluación de la Enseñanza Superior y Acreditación de Taiwán, o HEEACT por las siglas de su nombre en idioma inglés (Higher Education Evaluation and Accreditation Council of Taiwan). Este proyecto es realizado por el profesor Mu-hsuan Huang en la Universidad Nacional de Taiwán. Se emplean métodos bibliométricos para analizar y clasificar el desempeño de las publicaciones científicas de las mejores 500 universidades del mundo; también, clasifica a las 300 mejores universidades del mundo de acuerdo a seis campos diferentes de estudio. Este sistema de clasificación de desempeño se diseñó para universidades dedicadas a la investigación. Los indicadores predictivos utilizados en este sistema de clasificación mide el desempeño en investigación a largo y a corto plazo para cada una de las universidades estudiadas. En la clasificación del 2007 se favoreció sobre todo a las universidades que contaban con escuelas de medicina. Desde el 2008 el HEEACT comenzó a proveer clasificaciones basadas en campos de la investigación, además de la clasificación general de cada universidad. La clasificación en los seis campos se basaron en temas categorizados por el WOS: incluyendo Agricultura y Ciencias Ambientales, Medicina, Ingeniería, Informática y Tecnología, Biología, Ciencias Naturales y Ciencias Sociales.　

## Rigor
Las medidas de desempeño del 2009 se componen de ocho indicadores. Estos indicadores representan a su vez, tres criterios diferentes de desempeño científico de las publicaciones de investigación: productividad, impacto y excelencia:
| Criterio                          | 2009 Indicadores de Desempeño Global                                      | Rigor | Rigor |
| --------------------------------- | ------------------------------------------------------------------------- | ----- | ----- |
| Productividad de la investigación | Número de artículos en los últimos 11 años (1998-2008)                    | 10    | 20    |
| Productividad de la investigación | Número de artículos del año corriente (2008)                              | 10    | 20    |
| Impacto de la investigación       | Número de citas en los últimos 11 años (1998-2008)                        | 10    | 30    |
| Impacto de la investigación       | Número de citas en los últimos 2 años (2007-2008)                         | 10    | 30    |
| Impacto de la investigación       | Número promedio de citas en los últimos 11 años (1998-2008)               | 10    | 30    |
| Excelencia de la investigación    | Índice h de los últimos 2 años (2007-2008)                                | 20    | 50    |
| Excelencia de la investigación    | Número de publicaciones altamente citadas (1998-2008)                     | 15    | 50    |
| Excelencia de la investigación    | Número de artículos del año corriente en revistas con alto impacto (2008) | 15    | 50    |

## Características
Este proyecto emplea datos cuantitativos sacados del Science Citation Index (SCI) y del Social Sciences Citation Index (SSCI) para evaluar y clasificar el desempeño de las publicaciones científicas de las mejores 500 universidades de todo el mundo y las mejores 300 universidades del mundo de acuerdo a 6 campos del conocimiento. A diferencia de la Clasificación Mundial de Universidades QS del Times Higher Education Supplement, la cual se enfoca en la clasificación de universidades y la Clasificación Académica de Universidades del Mundo de la Universidad de Shanghái Jiao Tong que se enfoca en clasificación académica; Este proyecto se enfoca en la «clasificación del desempeño de las publicaciones científicas». El énfasis en el desempeño de las investigaciones que se llevan a cabo actualmente hace que los indicadores sean más justos que otros indicadores tradicionales que tienden a favorecer a universidades más antiguas o a aquellas que se encuentran en países desarrollados. Por lo general, los indicadores que se utilizan en esta clasificación tienen al menos tres características de las siguientes:
1. Se hace énfasis en la calidad de la investigación - los indicadores valoran la calidad de la investigación (impacto de la investigación y excelencia de la investigación) sumando un 80% de la puntuación del desempeño.
2. Neutraliza sesgos causados por el tamaño de la Universidad o tamaños del cuerpo docente.
3. Toma en cuenta el desempeño en investigación a corto plazo (constituye el 55% de la puntuación), así se asegura una comparación más objetiva entre universidades de diferente antigüedad.

## Clasificación

### Mundial
| Universidad                              | 2010 | 2009 | 2008 | 2007 |
| ---------------------------------------- | ---- | ---- | ---- | ---- |
| Universidad de Harvard                   | 01   | 01   | 01   | 01   |
| Universidad Stanford                     | 02   | 03   | 03   | 04   |
| Universidad Johns Hopkins                | 03   | 02   | 02   | 02   |
| Universidad de Washington                | 04   | 04   | 04   | 03   |
| Universidad de California, Los Ángeles   | 05   | 05   | 05   | 05   |
| Universidad de California, Berkeley      | 06   | 08   | 06   | 07   |
| Instituto Tecnológico de Massachusetts   | 07   | 07   | 08   | 10   |
| Universidad de Míchigan - Ann Arbor      | 08   | 06   | 07   | 06   |
| Universidad de Toronto                   | 09   | 11   | 14   | 12   |
| Universidad de Oxford                    | 10   | 17   | 19   | 19   |
| Universidad de Pensilvania               | 11   | 09   | 11   | 11   |
| Universidad de California, San Diego     | 12   | 13   | 10   | 08   |
| Universidad Columbia                     | 13   | 10   | 13   | 09   |
| Universidad de Tokio                     | 14   | 14   | 12   | 13   |
| Universidad de California, San Francisco | 15   | 12   | 09   | 15   |
| Universidad de Cambridge                 | 16   | 15   | 16   | 17   |
| University College London                | 17   | 20   | 20   | 24   |
| Universidad Yale                         | 18   | 16   | 15   | 14   |

### Latinoamérica
| Universidad                               | 2012      | 2013     | 2014     | 2015      | 2016      | 2017     | 2018     | 2019     | 2020     |
| ----------------------------------------- | --------- | -------- | -------- | --------- | --------- | -------- | -------- | -------- | -------- |
| Universidad de São Paulo                  | 01 (53)   | 01 (58)  | 01 (62)  | 01 (58)   | 01 (56)   | 01 (53)  | 01 (52)  | 01 (51)  | 01 (52)  |
| Universidad Nacional Autónoma de México   | 02 (188)  | 02 (219) | 02 (235) | 02 (224)  | 02 (241)  | 02 (240) | 02 (218) | 02 (237) | 02 (276) |
| Universidad Estatal de Campinas           | 03 (301)  | 04 (304) | 05 (324) | 03 (309)  | 03 (309)  | 03 (316) | 03 (305) | 03 (301) | 03 (319) |
| Universidad Estatal Paulista              | 06 (358)  | 06 (325) | 06 (344) | 06 (344)  | 06 (346)  | 05 (326) | 04 (314) | 04 (327) | 04 (394) |
| Universidad Federal de Río de Janeiro     | 05 (327)  | 05 (306) | 04 (315) | 04= (327) | 04 (320)  | 04 (319) | 05 (332) | 05 (350) | 05 (403) |
| Universidad de Buenos Aires               | 04 (313)  | 03 (294) | 03 (294) | 04= (327) | 05 (332)  | 06 (357) | 06 (377) | 06 (374) | 06 (413) |
| Pontificia Universidad Católica de Chile  | 09 (447)  | 07 (387) | 07 (393) | 08 (420)  | 08 (425)  | 08 (401) | 09 (416) | 08 (413) | 07 (418) |
| Universidad Federal de Río Grande del Sur | 07 (407)  | 08 (400) | 09 (429) | 07 (414)  | 07 (417)  | 07 (399) | 07 (392) | 07 (407) | 08 (448) |
| Universidad Federal de Minas Gerais       | 10= (477) | 10 (472) | 11 (470) | 09= (461) | 09= (456) | 10 (463) | 08 (403) | 09 (418) | 09 (467) |
| Universidad de Chile                      | 08 (437)  | 09 (446) | 10 (460) | 09= (461) | 09= (456) | 09 (440) | 10 (434) | 10 (446) | 10 (480) |
| Universidad Federal de São Paulo          | 10= (477) | —        | —        | 11 (495)  | —         | —        | 11 (485) | 11 (498) | —        |

## Clasificación mundial por área de estudio

### Agricultura
| Universidad                                    | 2023 |
| ---------------------------------------------- | ---- |
| Universidad de Wageningen                      | 01   |
| Zhejiang University                            | 02   |
| Universidad de Agricultura de China            | 03   |
| Universidad de Queensland                      | 04   |
| Escuela Politécnica Federal de Zúrich          | 05   |
| Universidad de Florida                         | 08   |
| Universidad de São Paulo                       | 07   |
| University of California, Davis                | 05   |
| North West Agriculture and Forestry University | 09   |
| Universidad Cornell                            | 10   |

### Medicina
| Universidad                              | 2023 |
| ---------------------------------------- | ---- |
| Universidad Harvard                      | 01   |
| Universidad de Toronto                   | 02   |
| Universidad Johns Hopkins                | 03   |
| University College London                | 04   |
| Universidad de Pensilvania               | 05   |
| Universidad de California, San Francisco | 06   |
| Clínica Mayo                             | 07   |
| Universidad Stanford                     | 08   |
| Universidad de Washington - Seattle      | 09   |
| University of Oxford                     | 10   |

### Ingeniería
| Universidad                                     | 2020 |
| ----------------------------------------------- | ---- |
| Universidad Tsinghua                            | 01   |
| Instituto de Tecnología de Harbin               | 02   |
| Universidad Tecnológica de Nanyang              | 03   |
| Universidad Jiao Tong de Shanghái               | 04=  |
| Universidad de Zhejiang                         | 04=  |
| Universidad de Ciencia y Tecnología de Huazhong | 06   |
| Universidad de Xi'an Jiaotong                   | 07   |
| Universidad de Ciencia y Tecnología de China    | 08   |
| Universidad de Tianjin                          | 09   |
| Universidad Nacional de Singapur                | 10   |

### Ciencias biológicas
| Universidad                              | 2020 |
| ---------------------------------------- | ---- |
| Universidad Harvard                      | 01   |
| Instituto Tecnológico de Massachusetts   | 02   |
| Universidad Stanford                     | 03   |
| Universidad de California, San Francisco | 04   |
| Universidad Johns Hopkins                | 05   |
| Universidad de Oxford                    | 06   |
| University College London                | 07   |
| Universidad de Cambridge                 | 08   |
| Universidad de California, San Diego     | 09   |
| Universidad de Pensilvania               | 10   |

### Ciencias Naturales
| Universidad                                  | 2020 |
| -------------------------------------------- | ---- |
| Universidad Tsinghua                         | 01   |
| Universidad Harvard                          | 02=  |
| Universidad de California, Berkeley          | 02=  |
| Escuela Politécnica Federal de Zúrich        | 04   |
| Instituto Tecnológico de Massachusetts       | 05   |
| Universidad Stanford                         | 06   |
| Universidad de Ciencia y Tecnología de China | 07   |
| Instituto Tecnológico de California          | 08   |
| Universidad de Pekín                         | 09   |
| Sorbona                                      | 10   |

### Ciencias Sociales
| Universidad                                      | 2020 |
| ------------------------------------------------ | ---- |
| Universidad Harvard                              | 01   |
| Universidad de Míchigan - Ann Arbor              | 02   |
| Universidad Stanford                             | 03   |
| Universidad de Toronto                           | 04   |
| Universidad de Oxford                            | 05   |
| Universidad Columbia                             | 06   |
| Universidad Johns Hopkins                        | 07   |
| University College London                        | 08   |
| Universidad de Washington - Seattle              | 09   |
| Universidad de Carolina del Norte en Chapel Hill | 10   |